# Piero Pierantoni Cámpora
Piero Pierantoni Campora, (Génova, 24 de octubre de 1932-Lima, 10 de septiembre de 2009) fue un ingeniero civil y político peruano, ejerció como Alcalde de Lima en 1980.

## Biografía
Hijo de Renato Pierantoni Raghianti  e Isabel Campora Remy. Casado con Madeleine Grellaud Garbín. Ingeniero Civil de profesión, tuvo cinco hijos: Franco, Mónica, Patricia, Sandra y Gian Piero.
Fue designado Alcalde de Lima en 1980 por el Partido Popular Cristiano.
Falleció el 10 de septiembre del 2009 a los 76 años.